# Muriel Bloch
Pour les articles homonymes, voir Bloch.
 (décembre 2014).
Si vous disposez d'ouvrages ou d'articles de référence ou si vous connaissez des sites web de qualité traitant du thème abordé ici, merci de compléter l'article en donnant les références utiles à sa vérifiabilité et en les liant à la section « Notes et références ».
Muriel Bloch, née le 9 février 1954, est une collectionneuse française, conteuse-voyageuse et autrice de recueils de contes.

## Biographie
Après un DEA de lettres modernes sur Le flou au cinéma, incertitudes narratives et perceptives dans le cinéma expérimental des années 20 aux années 60, elle travaille dans l'association des Téléphériques, avec Corinne Atlas, Moni Grégo, Madeleine Laik et Marielle Tabart puis au Centre Georges Pompidou où elle travaille à l' atelier des enfants sous la direction de Danièle Giraudy et à la cellule pédagogique du musée d'Art moderne.
Coresponsable avec Evelyne Cevin de la formation autour du conte pour la Joie par les livres/ Bnf, elle a coordonné la programmation de Paris sur Paroles pour le Festival de Paris Quartier d'été, pendant 8 ans, et celui de Babel Contes pour le Festival d'Automne à Paris en 2000.
Elle a collaboré avec Dominique Gros pour le film documentaire Il était une fois des conteurs et avec Edwige Kertez pour 7 Contes et légendes du Louvre (1987) Les films d'Ici. A animé la collection Fées et Gestes chez Hatier;  Le cabinet des contes, petit mercure de France.

## Publications
Elle a publié plusieurs dizaines de livres, surtout des contes. Elle a aussi écrit un essai, La Sagesse de la conteuse, publié en 2008.
Elle a enregistré des cd et des livres-CD : Contes chahutés enfance et musique, Cocozumba, naive, Contes, Jazz et Zizanie, avec Didier Levallet, Enface et Musique, Carte postale du Brésil, naîve, Carte postale des Balkans, naîve, Dans le ventre d'Anansi, musiques de Joao Mota, avec la participation de Miguel Fernandez, chez Ouidire. Coup de cœur Charles Cros 2014. Cimes et racines , pour la fondation Yves Rocher, 2016
- Coassine[3], Muriel Bloch et Régis Lejonc, Magnard jeunesse, 2022
- Coyote et le chant des larmes, images Marie Novion, éd Le Seuil Jeunesse, 2018
- Funambule, images Lucie Vandervelve, conte original pour la collection Les mots d'où, éd le Robert 2018
- Méandre, images Sandra Desmazières, conte original pour la collection Les mots d'où éd Le Robert 2017
- Saga romanesque co-écrite avec Marie-Pierre Farkas : Le Souffle des Marquises, Le Swing des Marquises, La Samba des Marquises, Naïve ; réédition et réécriture La Saga des Marquises, éd Hélium 2018
- Le Secret du nom et autres contes, images de Margot Othats éd Gallimard/Giboulées 2017
- La Fille du marchand de figues de barbarie, images Sarah Loulendo éd Magnard 2017
- Clarinha, images Aurélia Fronty éd Didier Jeunesse 2017
- Le Rêveur, conte/BD images de Christophe Merlin éd Thierry Magnier 2016
- L’Ogre Babborco et autres contes, texte de Muriel Bloch, ill. Régis Lejonc, éd. Seuil Jeunesse, 2015
- Contes de Luda, images Violaine Leroy éd. Gallimard/Giboulées 2015  PREFACE
- Pffeu images Aurore Callias ed. Gallimard/Giboulées 2015
- L'Enfant, le Jaguar et le Feu, images Aurélia Fronty, éd Magnard 2014
- Samangalé  avec les collages de William Wilson éd Giboulées/Gallimard 2013
- Le Vieux Cric Crac, images Annabelle Huart livre CD éd Syros 2013
- Mette et ses frères-cygnes, broderies Sandra Dufour, éd Thierry Magnier 2012
- Contes insolites et insolents, images Aurelia Grandin éd Syros 2011
- Contes de grenouilles, images Géraldine Kosak Albin Michel 2011
- Le Sac à soucis, images William Wilson, éd Thierry Magnier 2010 repris chez Actes/Sud 2015
- Le Schmat doudou, images Joelle Jolivet, livre CD, éd Syros 2010, rééd de poche 2018
- Contes juifs, images Gilles Rapoport éd Circonflexe 20O9
- Orphée Dilo et autres contes des Balkans, images Gérard DuBois (musiques d'Eric Slabiak), éd. Naive 2008
- Carte postale des Balkans, éd. Naïve 2008
- La Sagesse de la conteuse, Éditions du 81, 2008.
- Comment la nuit vint au monde et autres contes du Brésil, images Irène Schoch (musiques de Pierrick Hardy, chants Serena Fisseau) éd.naive 2006
- Carte postale du Brésil, éd. Naïve 2006
- Le Cheval de Troie, images Hélène Maurel (musiques des Trois 8: Alexandre Meyer, Fred Costa, Frédéric Minière) images d'Hélène Maurel éd naïve 2005
- Contes d'amour autour du monde, images Chloé Poizat (musiques de Fred Costa ou Guilla Thiam), images de Chloé Poizat éd. Didier 2004
- Hélena, Ivan et les oies, images Régis Lejonc texte de Muriel Bloch, ill. Régis Lejonc, éd. Didier jeunesse, 2002
- Sagesses et malices de la tradition juive, images Sophie Dutertre, éd Albin Michel 2002
- La Marchande de soleils, livre (illustrations de Blaise Patrix), CD (musiques de Guilla Thiam), éd. Thierry Magnier 2002
- Les Trois poils de moustache du tigre, images Aurelia Grandin éd  Albin Michel 2001
- Cocozumba[4],[5], images Mireille Vautier, album au éd. du Seuil et cd éd. Naive; (musiques de Guilla Thiam et Leity M'Baye avec la participation de Fred Costa), éd.naive 2001
- Contes, jazz et zizanie, (musiques de Didier Levallet, Yves Robert), éd. Enfance et musique 2003
- Contes chahutés, (musiques des Trois 8), éd. Enfance et musique 2000
- 365 contes de la tête aux pieds, recueillis et adaptés par Muriel Bloch, ill. de Mireille Vautier, Gallimard jeunesse-Giboulées, 2000
- Du Caucase au Kamtchatka, contes de Luda, (musique des trois 8), éd.l'Autre Label
- Leigh Sauerwein et Georg Hallensleben, livre audio, musique par Louis Dunoyer de Segonzac, lecture par Muriel Bloch, Tim & Tom et les instruments de musique (Les vents) (collection Mes premières découvertes de la musique, Gallimard Jeunesse Musique), 1995,  (ISBN 2-07-058615-4)
- Leigh Sauerwein et Georg Hallensleben, livre audio, musique par Jean Pierlot, lecture par Muriel Bloch, Petit Singe et les instruments de musique (Les percussions) (collection Mes premières découvertes de la musique, Gallimard Jeunesse Musique), 1995,  (ISBN 2-07-058617-0)
- 365 contes pour tous les âges, recueillis et adaptés par Muriel Bloch, ill. de Mireille Vautier, Gallimard jeunesse-Giboulées, 1995

365 contes des pourquoi et des comment, 365 contes en ville, éd Gallimard/Giboulées

### Traductions
- Les Ficelles du conteur, Anne Pellowski, éd Armand Colin 1984
- Ça pourrait être pire, S. Zemach éd Circonflexe 2005
- Jan Huling, Bourricot blues ou les musiciens de la Nouvelle-Orléans, éd Le Genévrier, 2012
- Au boulot p'tit coco, le Genevrier 2014

## Distinctions
- Prix Bernard Versele 2021[6] pour Le Jardin d'Evan